# Tamopsis platycephala
Tamopsis platycephala là một loài nhện trong họ Hersiliidae. T. platycephala được miêu tả năm 1987 bởi Martin Baehr & Barbara Baehr.